# Atalanta (Santa Catarina)
Atalanta è un comune del Brasile nello Stato di Santa Catarina, parte della mesoregione della Vale do Itajaí e della microregione di Ituporanga.

## Storia
Il nome Atalanta fu scelto a seguito della vittoria in Coppa Italia del 1963 dell'Atalanta squadra di calcio italiana. La zona è abitata da numerose persone con cognomi tipicamente bergamaschi.